# Ghare Bughaz
Ghare Bughaz – wieś w Iranie, w ostanie Azerbejdżan Zachodni, w szahrestanie Mijandoab. W 2006 roku liczyła 29 mieszkańców.